# Rejhotice
Rejhotice (německy Reutenhau) jsou vesnice, část obce Loučná nad Desnou v okrese Šumperk. Nachází se asi 2 km na sever od Loučné nad Desnou. Prochází zde silnice I/44. V roce 2009 zde bylo evidováno 189 adres. V roce 2001 zde trvale žilo 535 obyvatel.
Rejhotice je také název katastrálního území o rozloze 27,95 km2.

## Název
V nejstarších písemných dokladech má jméno podobu Reitenhau, což byla zkrácená podoba staršího Reipotenhau - "Reipotova mýtina" (jméno Reipot(o) byla domácká podoba jména Raginbald). V 18. století byl počátek jména vsi přikloněn k obecnému Reut - "mýcení". Do češtiny bylo jméno převedeno v podobě Rejpotice (poprvé zapsáno až koncem 19. století). V roce 1924 byl vytvořen úřední novotvar Rejhotice.

## Historie
První písemná zmínka o obci pochází z roku 1494.

## Pamětihodnosti
- Krucifix u železniční zastávky